# Пекур, Людмила Михайловна
Людмила Михайловна Пекур (укр. Людмила Михайлівна Пекур; род. 6 января 1981, Чернигов) — украинская футболистка, полузащитник.

## Биография

### Ранние годы
В детстве посещала различные спортивные кружки по аэробике, гимнастике и другим видам спорта. В школе выбирала между секциями лёгкой атлетики и футбола, в итоге выбрав второй вид спорта и записавшись в Черниговскую спортивную школу. Родители не одобряли это увлечение Людмилы, и она тайком ходила на тренировки. Только став профессиональным игроком и дебютировав в чемпионате Украины, Людмила сумела убедить родителей в своей правоте.

### Клубная карьера
Первым профессиональным клубом в её карьере стала черниговская «Легенда». Позднее Людмила играла за команды «Дончанка» из Донецка и «Металлист» из Харькова (ныне «Жилстрой-1»). В 2001 году уехала в Россию. Поиграв в нескольких крупных женских клубах России, Людмила в итоге перешла в «Звезду-2005» из Перми.
В январе 2017 года объявила о завершении карьеры футболистки.

### Карьера в сборной
В сборной Украины дебютировала в 1997 году. Участвовала в чемпионате Европы 2009 года. По состоянию на 2015-й год провела более 100 матчей за сборную. Всего в составе сборной провела 110 игр.

## Личная жизнь
Имеет высшее образование: окончила Харьковскую государственную академию физической культуры и спорта. Очень любит животных, часто путешествует.
В апреле 2017 года у неё родился сын Владимир.

## Достижения

### Командные
«Легенда»
- Серебряный призёр чемпионата Украины (2): 1997, 1998
- Финалист Кубка Украины (1): 1998

«Дончанка»
- Чемпион Украины (1): 1999
- Серебряный призёр чемпионата Украины (1): 2000
- Обладатель Кубка Украины (1): 1999

«Арсенал» (Харьков)
- Чемпион Украины (2): 2003, 2004
- Серебряный призёр чемпионата Украины (2): 2002, 2005
- Обладатель Кубка Украины (2): 2003, 2004
- Финалист Кубка Украины (2): 2002, 2005

«Надежда»
- Бронзовый призёр чемпионата России (1): 2006

«Россиянка»
- Серебряный призёр чемпионата России (3): 2007, 2008, 2009
- Обладатель Кубка России (2): 2008, 2009
- Финалист Кубка России (1): 2007

«Энергия» (Воронеж)
- Серебряный призёр чемпионата России (3): 2010
- Финалист Кубка России (1): 2010

«Звезда-2005»
- Обладатель Кубка России (1): 2011/12

«Рязань-ВДВ»
- Бронзовый призёр чемпионата России (3): 2012/13, 2014, 2016
- Обладатель Кубка России (1): 2014

### Личные
- Лучший бомбардир чемпионата Украины (1): 2004
- Футболистка года на Украине (1): 2014[8]
- Список 33-х лучших футболисток России (1): 2009[9]